# فرودگاه موندا
فرودگاه موندا (به انگلیسی: Munda Airport) یک فرودگاه با کد یاتا MUA است که یک باند فرود آسفالت دارد و طول باند آن ۱۴۰۰ متر است. این فرودگاه در کشور جزایر سلیمان قرار دارد و در ارتفاع ۳ متری از سطح دریا واقع شده‌است.

## شرکت‌های هواپیمایی و مقصدهای پروازی
| شرکت‌های هواپیمایی | مقصدهای پروازی |
| ----------------- | -------------- |
| Solomon Airlines  | نوساتوپ، سق    |